# Galium sylvaticum
Gaillet des bois
Espèce
Classification phylogénétique
Galium sylvaticum (le gaillet des bois ou gaillet des forêts) est une espèce de plante herbacée appartenant au genre Galium et à la famille des Rubiacées.
Plante vivace de 40 cm à 1 mètre, ordinairement glabre et glauque, noircissant par la dessiccation ; tiges dressées, arrondies, lisses, un peu renflées aux nœuds ; feuilles verticillées par 6-8, longues de 3-6 cm, lancéolées-oblongues, obtuses, mucronées, rudes aux bords, minces, glauques au moins en dessous ; fleurs blanches, nombreuses, en panicule très ample, lâche, à rameaux grêles ; pédicelles capillaires, plus longs .que la fleur, penchés avant la floraison, dressés-étalés à la maturité ; corolle à lobes aigus, non aristés ; fruits glabres. (Kilian Muller GPN 1 Vendôme)